# Arusha (ciudad)
Arusha es una ciudad en el norte de Tanzania, la capital de la región de Arusha. En el censo de 2012 tenía una población de 416 442 personas, además de 323 198 en los alrededores del distrito de Arusha. Ubicada en el extremo oriental de la rama este del Gran Valle del Rift, la ciudad se encuentra cerca del parque nacional Serengueti, la zona de conservación de Ngorongoro, el parque nacional del Lago Manyara, la garganta de Olduvai, el parque nacional de Tarangire, el monte Kilimanjaro y el parque nacional Arusha en el monte Meru. Su cercanía con estos parajes naturales la han convertido en el principal centro turístico del país, lo que se refleja en su buena capacidad hostelera y en el tráfico aéreo, que convierte al cercano Aeropuerto Internacional del Kilimanjaro en el segundo más importante del país después del aeropuerto de Dar es-Salam.
Arusha es un importante centro diplomático internacional. Es considerada como la capital de facto de la Comunidad Africana Oriental, y desde 1994, la ciudad también ha sido sede del Tribunal Penal Internacional para Ruanda. Es una ciudad multicultural con una población mayoritaria tanzana de orígenes mixtos, bantú, árabes e indios, más pequeñas minorías blancas europeas y americanas. Las religiones de la población son el cristianismo, judaísmo, islam y el hinduismo.